# Raissac-sur-Lampy

Raissac-sur-Lampy este o comună în departamentul Aude din sudul Franței. În 1 ianuarie 2022 avea o populație de 466 de locuitori.